# درخواست بازفرستی خودکار
یکی از فرایندهای کنترل خطا، درخواست بازفرستی خودکار (Automatic Repeat reQuest (ARQ نامیده می‌شود. پس از فرستادن داده بر روی شبکه، شاید داده تحت تأثیر ویژگی‌های فیزیکی کابل جای گرفته، دگرگونی یافته و درستی خود را از دست دهد برای نمونه در داده‌های باینری شاید داده صفر تبدیل به داده یک یا وارون شود که این امر مایه کاهش بازدهی شبکه و افزایش دیرکرد در داد و ستد دانستار می‌گردد. زیرا به روش‌های گوناگونی این دگرگون شدن داده و نادرستی آن یافته می‌شود و فرستنده ناچاربه فرستادن دوباره داده می‌باشد تا زمانی که داده درست به گیرنده فرستاده شود.

## عامل‌های گزند دار شدن داده
برجسته‌ترین عواملی که مایه گزندیافتن داده می‌گردد  به اینگونه‌اند: افت سیگنال، دگر دیسی سیگنال (اعوجاج) و نویز.

## فرایند راهبری گزند با روش  ARQ
روش‌های گوناگونی برای راهبری گزند ARQ هست که البته خود یکی از عوامل دیرکرد در شبکه‌است، زیرا پس از یابش هر گزند(خطا) در داده بایستی داده دوباره فرستاده شود. رویهم رفته، سه نوع سیستم ARQ هست:

1-ARQ ایست و انتظار

2- ARQ برگشت به n

3- ARQ بازفرستی گزینشی
.